# Potentilla dombeyi
Potentilla dombeyi là loài thực vật có hoa trong họ Hoa hồng. Loài này được Nestl. miêu tả khoa học đầu tiên năm 1816.